# As (Tageszeitung)
As ist eine täglich erscheinende spanische Sportzeitung aus Madrid. Der Name der Zeitschrift wird auch in den Schreibweisen as und AS benutzt.
Sie erschien erstmals am 6. Dezember 1967. Bereits von 1932 bis 1936 gab es mit dem Semanario Gráfico As eine Zeitschrift ähnlichen Namens.
Im Jahr 1996 wurde As von der Mediengruppe Montiel an die PRISA-Gruppe verkauft.
Im Jahr 2006 betrug die durchschnittliche täglich verkaufte Auflage 214.654 Exemplare; damit nimmt As hinter Marca den zweiten Platz ein. Die gedruckte Ausgabe von As in Spanien wurde 2005 täglich von durchschnittlich einer Million Lesern rezipiert.
As ist durch eine deutliche Sympathie für Real Madrid und weitere Vereine des Großraums Madrid (Atlético, Getafe) gekennzeichnet. Sie steht in Konkurrenz zur Marca.
Neben der spanischen Ausgabe vertreibt As eine lateinamerikanische Ausgabe der Sportzeitung mit eigenen Länderteilen für Argentinien, Chile, Kolumbien, Peru und die USA.